# 대테러 님로드 작전
《대테러 님로드 작전》(6 Days)은 영국에서 제작된 토아 프레이저 감독, 글렌 스텐드링 각본의 2017년 액션, 드라마 영화이다. 1980년 런던의 주영국 이란 대사관 인질 사건에 기반을 두고 있으며 제이미 벨 등이 주연으로 출연하였다. 매튜 멧칼프 등이 제작에 참여하였다.

## 출연

### 주연
- 제이미 벨
- 마크 스트롱
- 애비 코니쉬

### 조연
- 팀 피곳 스미스
- 이뮨 엘리엇
- 마틴 쇼
- 니콜라스 볼튼
- 팀 다우니
- 자레드 터너
- 케네스 콜라드
- 마틴 핸콕
- 캘럼 기틴스
- 매튜 선더랜드

## 기타
- 미술: 필립 아이비
- 세트: 다니엘 버트
- 시각효과: 조지 츠비어
- 의상: 리즈 맥그레거
- 배역: 다니엘 허버드